# Playing with Fire (Spacemen 3)
Playing with Fire è il terzo album del gruppo inglese degli Spacemen 3, pubblicato nel febbraio del 1989 dalla Fire Records.
L'album è stato anticipato dalla pubblicazione del singolo Revolution.

## Tracce
1. Honey (Kember)	3:01
2. Come Down Softly to My Soul (Pierce)	3:46
3. How Does It Feel? (Kember)	7:58
4. I Believe It (Kember)	3:19
5. Revolution (Kember)	5:57
6. Let Me Down Gently (Kember)	4:29
7. Suicide (Pierce)	11:03
8. Lord Can You Hear Me? (Pierce)	4:34

### Edizione del 1994 (Taang! Records)
1. Che (Rev, Vega)	4:29
2. May The Circle Be Unbroken (Traditional)	3:43

### Edizione del 2001 (Space Age Recordings)

#### Disco 1
1. Honey  	3:01
2. Come Down Softly to My Soul  	3:46
3. How Does It Feel?  	7:58
4. I Believe It  	3:19
5. Revolution  	5:57
6. Let Me Down Gently  	4:29
7. So Hot (Wash Away All of My Tears)  	2:38
8. Suicide  	11:03
9. Lord Can You Hear Me?  	4:34
10. Suicide (Live)  	12:25
11. Repeater (How Does It Feel?) (Live)  	5:31
12. Chè [sic]  	4:31
13. May the Circle Be Unbroken  	3:46

#### Disco 2
1. Honey (Demo)  	3:24
2. Let Me Down Gently (Drum Mix)  	4:51
3. How Does It Feel? (Alternative Version)  	8:25
4. Suicide (Alternate Mix)  	11:51
5. Lord Can You Hear Me? (Demo Vocal)  	4:41
6. I Believe It (Alternate Mix)  	3:20
7. Chè [sic] (Maracas Mix)  	4:38
8. Any Way That You Want Me (Demo)  	3:21
9. Girl on Fire (Demo)  	2:06